# Юстиниан (генерал)
Вижте пояснителната страница за други личности с името Юстиниан.
Юстиниан (на латински: Iustinianus; на гръцки: Ἰουστινιανός; * 525; † 582) е генерал на Източната Римска империя през 6 век.
Юстиниан е роден в Константинопол. Той e син на генерал Герман († 550 в Сердика), който е братовчед на император Юстиниан I, и съпругата му Пасара, дъщеря на Аниция Юлиана от знатната фамилия Аниции. Той е по-малък брат на генерал Юстин (консул 540 г.). Сестра му Юстина се омъжва за генерал Йоан, племенник на Виталиан. 
Юстиниан командва войските с брат си Юстин през втората половина на готската война 552 г. в Илирия. След смъртта на император Юстиниан I той става patricius и след това служи при новия император Юстин II. През 574-577 г. той е magister militum per Orientem на Изтока и се бие против персите. 575 г. или 576 г. има голяма победа в битката при Малатия.
По-късно той заговорничи с Елия София против Тиберий II. При разкриването на заговора Юстиниан е помилван. Умира 582 г. в Константинопол.